# 高橋太郎左衛門
高橋 太郎左衛門（たかはし たろうざえもん、生没年不詳）は、江戸時代前期の農民。出羽国庄内藩の遊佐郷で大肝煎を務めた。

## 酒井氏入部後の農政
初代藩主酒井忠勝が入部した後、庄内藩は検見法によって年貢を徴収していた。しかし、元和9年（1623年）から総検地を行なって領地高を大幅に増加させ、寛永2年（1625年）からは定免法を採用した。

## 大肝煎罷免
寛永3年（1626年）は凶作で多くの餓死者が出て（『余目町史年年表』）、同7年もかなりの不作だった。しかし、定免法が適用されたため、作柄相応に減免（納める年貢の量を減らすこと）されなかったために多くの未進米が発生した。未納分に対しては年利5割の利息が付けられ、それらの取り立てが翌年、翌々年に厳しく取り立てられた。
そのため寛永9年（1632年）10月に、川北の遊佐・荒瀬両郷から多くの領民が由利・仙北（現・秋田県）に逃散した。
藩はその事態を招いたのは大肝煎の責任とし、遊佐郷大肝煎の高橋太郎左衛門と荒瀬郷大肝煎の池田刑部左衛門の両名を罷免し、太郎左衛門を投獄した。
翌10年（1633年）に庄内に幕府巡見使が来ることになったが、藩はこの件が表沙汰になることを恐れて、太郎左衛門を殺害することも検討したという（『鶴岡市史』上巻）。

## 藩の苛政に対する訴え
寛永10年12月に太郎左衛門は釈放されるが、藩による殺害計画を知って、江戸に逃げる。翌11年（1634年）5月、弟の長四郎とともに江戸に潜伏していた太郎左衛門は、目安を江戸幕府に提出した。その内容は、庄内藩の苛政を訴える13ヵ条だった（『雞肋編』下巻）。
- 総検地以前は、実際の収穫に応じて、水損・日損といった天候や自然の影響を考慮した差し引きもあった。しかし、最上氏統治時代に5700石余だった年貢が、検地以後は一万石に増加し、定免法に変更された。さらに寺社の知行地にも新たに縄入れし、年貢をとるようになったため、鳥海山の宗徒・僧侶の中にも身を売る者が出ている。
- 遊佐郷では年貢納入のために男女1000人が身売りをしている。そのため岩川村や東村からは大半の百姓がいなくなったことで人返しを実施。身売りも出来なくなったことから、妻子を殺すか欠落（かけおち）や逃散をするしかない状況に追い込まれた。欠落百姓への成敗は厳しく、小物成の納入でわずかな不足でも入牢になり、妻子は城に召し遣わされたり、他国に売られたりした。年貢納入のため8ヵ年に身売りした男女は5000人から6000人にのぼり、そのほか牛馬売りも多かった。
- 庄内の塩浜の百姓は塩を焼いて、それを米に代えて生活をしていた。ところが、塩浜と隣村、酒田と在郷との間などに口留め所を設けて、庄内浜や飛島の魚売買を禁じ、塩であろうと塩を交換した米であろうと年貢として没収された。塩や魚介類を諸商い物と交換・販売することを禁じられた漁民たちは、御城米を高価な敦賀米の値で借りるしかなく身上が立ち行かなくなった。そのため、飛島の漁民のうち60軒ほどは女房・子供を引き連れて庄内で乞食をしている。酒田の商人は商物や代金を没収され、御城米を高利で貸し付けられたため、家や船を売り、中には身を売る者までいた。
- 遊佐郷の百姓が城に納める八木・糠・藁・草のことで出入（訴訟）を申し上げたところ入牢となりそのまま9ヵ年におよんで、あるものは牢中で死亡した者もいた。
- 巡見使の下向に際し、藩は郷中町中の諸役を差し引く条件で目安を提出しないよう命じた。しかし巡見使が帰った後は約束は守られず、差し引きもなかった。
- 留山、留谷地を定めて、統制をきびしくしたため、町人・百姓は薪や萱に不自由している。

などで、これらの苛政のために農民は生活を維持できないとして、酒井氏の悪政を告発していた。
訴状は酒井氏の親族にあたる老中松平信綱が受理。信綱は庄内藩との間を仲介して、この件を和解に持ち込み、太郎左衛門と池田刑部左衛門はともに大肝煎に復帰した。

## 事件後
寛永15年（1638年）、太郎左衛門は新知200石を賜わって家中に召し出されて鶴ヶ岡に移り、弟の長四郎が代わりに大肝煎になって100石を与えられた。
庄内藩の成立期の農政は、年貢の増徴だけでなく、それ以上に新しい村の存立・安定を目的としていた。そのためには、自主性の強い農民に対する意図的な締め付けを行ない、旧領主は排除する必要があったが、地元の土豪層とは妥協することも必要で、太郎左衛門が大肝煎に復帰できたのも特例ではなかったと考えられている。肝煎かその子に一律に知行100石を与えて家中に準じた身分を与えたことも、大肝煎の懐柔策であったとされる。